# Amt Malchin am Kummerower See
La comunità amministrativa di Malchin am Kummerower See (Amt Malchin am Kummerower See) si trova nel circondario della Seenplatte del Meclemburgo nel Meclemburgo-Pomerania Anteriore, in Germania.

## Suddivisione
Comprende i seguenti comuni (abitanti il 31 dicembre 2022):
1. Basedow (679)
2. Faulenrost (644)
3. Gielow (1 079)
4. Kummerow (551)
5. Malchin, città * (7 272)
6. Neukalen, città (1 747)

Il capoluogo è Malchin.